# Nebulosa Cavallo Nero
La Nebulosa Cavallo Nero è un grande complesso di nebulose oscure, visibili dalla Terra in questa forma, che oscura la parte settentrionale del bulge centrale della Via Lattea; si estende nella costellazione dell'Ofiuco, a pochi gradi dall'equatore celeste, e termina vicino al confine con le costellazioni di Scorpione e Sagittario.

## Osservazione
Questa regione di nebulose oscure è chiamata "Cavallo Nero" poiché la sua figura ricorda in effetti un cavallo, ruotato di 90° se lo si osserva in direzione nord-sud; è anche uno dei complessi oscuri più vasti dell'intera volta celeste. Per poterlo osservare occorre disporre di un cielo molto buio e senza Luna (la possibilità di poterlo osservare indica che il cielo non è affetto da inquinamento luminoso); l'ausilio di strumenti di osservazione è superfluo, in quanto le sue dimensioni sono tali che è possibile apprezzarne la forma solo ad occhio nudo.

## Caratteristiche
La parte "posteriore" (meridionale) della figura del cavallo è costituita da un sistema di nubi noto come Nebulosa Pipa, a sua volta composto dalle nebulose oscure con designazione B77, B78 e B59, secondo il catalogo delle nebulose oscure compilato da Edward Emerson Barnard. La Nebulosa Serpente si estende invece dal Cavallo Nero fino al complesso nebuloso di ρ Ophiuchi.